# Jonaitiškiai (stacja kolejowa)
Jonaitiškiai – węzłowa stacja kolejowa w miejscowości Jonaitiškiai, w rejonie radziwiliskim, w okręgu szawelskim, na Litwie. Węzeł linii z Radziwiliszek i Szawli z linią do Pojegów.